# La Corde d'or
Pour les articles homonymes, voir Corda.
La Corde d'or ou La Corda d'Oro (金色のコルダ, Kin'iro no Corda) est un shojo à harem inversé. 
Le jeu connaît plusieurs suites, adaptations en anime ainsi que de nombreux médias dérivés.

## Synopsis
Au lycée Seisō, les élèves sont répartis en deux sections : la section générale qui regroupe des élèves issus des concours généraux, et la section musique où l'on entre sur audition auprès d'un jury qui juge les capacités musicales. Lors de la rentrée des classes, Kahoko Hino, une élève de section générale, arrive complètement en retard, bien après la cloche de début de cours. Désespérée, elle s'arrête, essoufflée, près de la fontaine de l'école. C'est là que lui apparaît Lili, une fée (en fait c'est un homme, mais on dit quand même « une fée ») qui surveille de loin le lycée Seisō et, occasionnellement, aide les gens à apprécier un peu plus la musique. Kahoko, qui se demande ce qu'il peut bien se passer, s'enfuit. Mais elle est plus tard rattrapée par Lili qui lui confie qu'un grand concours de musique intra-scolaire va bientôt avoir lieu. En tant que personne pouvant voir les fées, Kahoko se voit inscrite d'office et contre son gré à ce concours, elle qui n'a jamais touché à un instrument de toute sa vie. Lili lui confie alors Corda, un violon magique qui peut être joué à la perfection, même par le pire des musiciens, si tant est que la musique de l'interprète vienne du cœur. Kahoko se voit alors embarquée dans le tournoi musical, aux côtés d'autres musiciens qui, eux, sont vraiment très expérimentés.

## Personnages

### Primo Passo
Kahoko Hino (日野 香穂子, Hino Kahoko)
Voix japonaise : Reiko Takagi
Élève de 2e année de la section générale. Elle n'a aucun talent particulier pour la musique. Mais, comme de nombreuses héroïnes de shojo, elle a le don de faire changer les gens de son entourage. Elle se retrouve embarquée dans le concours de musique car elle est l'une des rares à pouvoir voir Lili, la fée protectrice de l'école. Celle-ci lui confie le violon magique Corda qui ne peut être utilisé que si son utilisateur joue avec son cœur. Kahoko arrivera vite à s'en servir et éveillera alors les soupçons de nombreuses personnes quant à sa participation en tant qu'élève de la filière générale. Elle parviendra à gagner la confiance des gens peu à peu et fera de ses plus grands rivaux des amis fidèles. Elle ne finira par tomber vraiment amoureuse de la musique et de son violon qu'après la destruction de celui-ci et la perte de ses pouvoirs magiques. Au niveau personnage, c'est une belle fille, honnête mais partagée, fragile mais résolue. Elle évolue et fait évoluer les gens à son contact. Elle est souvent malmenée par ses sentiments pour les divers protagonistes (ce que l'on peut observer encore plus dans l'OAV). Finalement, c'est une héroïne de shojo classique dont les sentiments sont toutefois mis en valeurs par ses diverses interprétations au violon. Dans le Manga, elle finit par tomber amoureuse  de Len Tsukimori.
Lili (リリ, Riri)
Voix japonaise : Kaori Mizuhashi
Lili est une fée qui fut sauvée auparavant par le directeur du lycée, c'est lui qui offre le violon magique à Kahoko, car c'est la seule qui peut le voir. Il est heureux de voir que Kahoko aime le violon mais avoue se trouver quelquesfois égoïste envers elle, face aux regrets de Kahoko. Il est blond et malicieux.
Len Tsukimori (月森 蓮, Tsukimori Ren)
Voix japonaise : Kisho Taniyama
Élève de 2e année de la section musique. Il a les cheveux bleus, les yeux dorés, et est grand de taille. Il joue du violon depuis toujours. Il a toujours mauvais caractère, est froid et donne l'impression qu'il est prétentieux. Mais on sent qu'il cache sous son comportement glacial, un lourd passé. Sa mère est pianiste et son père violoniste. Il est sous la pression à cause de ses parents, mais grâce à Kahoko il jouera à sa vrai façon d'exprimer la musique qui a grandi en lui. Il éprouve un certain respect pour le courage et la volonté de Kahoko, qu'il aidera à progresser au violon. Au fur et à mesure de l'histoire, nous pouvons voir le trouble des sentiments de Len envers Kahoko. (ex : lorsque l'ex petite amie de Tsuchiura lui demande si elle est sa petite amie, il est très perturbé. Il fait également attention aux réponses de Kahoko sur l'ensemble des protagonistes masculins tel "quel est ton préféré ?" et ne semble pas apprécier lorsqu'un garçon s'approche trop près d'elle.) Enfin, L'officialisation du couple Len et Kahoko ne se passe réellement que dans le Manga.
Ryotaro Tsuchiura (土浦 梁太郎, Tsuchiura Ryōtarō)
Voix japonaise : Kentarō Itō
Élève de 2e année de la section générale. Il est pianiste, mais aucune personne ne le sait. La première personne à l'avoir su est Kahoko : elle l'a surpris en train de jouer du piano dans un magasin de musique. Tsuchiura aidera Kahoko pour le premier tournoi. Il est membre d'un club de football. Il éprouve quelques sentiments amoureux pour Kahoko et devient violent comme lui fera remarquer Len lorsqu'il s'agit de Kahoko.
Kazuki Hihara (火原 和樹, Hihara Kazuki)
Voix japonaise : Masakazu Morita
Élève de 3e année de la section musique. Joue de la trompette. À la suite d'un incident ou il tombe sur Kahuko, des sentiments amoureux naissent envers elle de plus en plus fort au fil des épisodes ou il s'avoue être amoureux d'elle. « C'est donc ça... Je l'aime ». Dès qu'il la voit, il est maladroit. Il dit parfois des choses involontairement révélant son amour pour elle. Il a un frère plus âgé : Haruki, qui fait du basket.
Azuma Yunoki (柚木 梓馬, Yunoki Azuma)
Voix japonaise : Daisuke Kishio
Yunoki est souvent appelé « Yunoki-sama » (le diminutif -sama étant une marque de respect profond en japonais) par les filles de son lycée. il joue de la flute traversière. Il a même un fan club qui lui est entièrement consacré. Yunoki est un élève de troisième année, en section musicale. Il est considéré par les filles comme leur idole. Il est toujours gentil avec elles et bien sûr avec Hino. Son meilleur ami est Hihara, qu'il a rencontré lors de leur rentrée à Seisō. Bien qu'il semble toujours chaleureux et attentionné, l'habit ne fait pas le moine. Et cela, Hino Kahoko l'apprendra à ses dépens. Yunoki n'est peut-être pas aussi idéal et parfait qu'il n'y paraît... Mais grâce à Kahoko, il évoluera légèrement et l'appréciera même si au début il la trouvait ennuyante.
Keiichi Shimizu (志水 桂一, Shimizu Keiichi)
Voix japonaise : Jun Fukuyama
Il dort tout le temps. Il joue du violoncelle. Cet élève en premier année est passionné par la musique, par son instrument. Il cherche à atteindre la perfection dans son maniement et trouvera l'harmonie de ses notes grâce à Hino. Ses passes temps sont dormir, jouer du violoncelle et dormir. Il est aussi intéressé par les livres sur la musique. De plus, il va aussi souvent qu'il le peut à des concerts et des expositions. Il ne remarque pas le temps qui passe lorsqu'il joue de son instrument, allant parfois même jusqu'à jouer durant toute la nuit sans s'en rendre compte. Son sommeil est troublé par cela et il a une drôle de tête en se réveillant le matin. On ne comprend et ne connaissons pas vraiment ses sentiments envers Kahoko mais est attentif lorsqu'elle doit répondre à des questions sur les protagonistes masculins
Shōko Fuyuumi (冬海 笙子, Fuyuumi Shōko)
Voix japonaise : Akemi Satou
C'est une première année très timide et rigide dans ce qu'elle fait. Elle joue de la clarinette et veut ressembler à Kahoko après l'avoir entendu jouer. Kahoko la considère comme une petite sœur. Fuyuumi sera plus détendue à partir du troisième tour, elle jouera de façon détendue et surprendra tout le monde.
Nao Kobayashi (小林 直, Kobayashi Nao) et Mio Takato (高遠 美緒, Takatō Mio)
Nao et Mio sont les deux meilleurs amies de Kahoko. Elles la soutiennent et l'encouragent lorsque la jeune fille est en mauvaise position. C'est elles qui ont offert la boite à musique à Kahoko, celle qui déterminera ce que jouera Kahoko durant le second tour.
Amou Nami
Voix japonaise : Yuki Masuda
C'est la journaliste du Lycée. Elle aidera Kahoko à se sortir d'une situation gênante et elle s'immisce tout le temps dans les affaires des autres pour faire des reportages, n'arrêtant pas de poser des questions. C'est une personne sympathique qui aide Kahoko à trouver des sentiments amicaux envers son violon. Malgré cela la jeune fille reste assez étonnante de par son caractère.
Hiroto Kanazawa (金澤 紘人)
Voix japonaise : Hideo Ishikawa
Il est le professeur de musique du lycée, il est l'organisateur du concours et il sait aussi que Kahoko peut voir Lili. Son passé de chanteur le tourmente beaucoup, mais Kahoko lui redonnera goût à la musique avec son violon.
Shinobu Ōsaki (王崎 信武)
Ōsaki joue du violon comme Len et Kahoko. Il apprend le violon à des enfants et aide Kahoko à être plus en harmonie avec le violon.

### Secondo Passo
Aoi Kaji (加地 葵)
Voix japonaise : Mamoru Miyano
Il est un nouvel élève de deuxième année en section générale dans la même classe que Kahoko Hino. Autrefois, il jouait du violon, et joue de l'alto.
Kiriya Etô (衛藤 桐也)
Voix japonaise : Satoshi Hino
Il joue du violon et était dans la même classe que Shinobu Ôsaki et Aoi Kaji.
Akihiko Kira (吉羅 暁彦)
Voix japonaise : Yūya Uchida
Il est le nouveau directeur de l'Académie Seisô.

## Accueil
- Famitsu : 30/40 (PS2)[2]

## Adaptations

### Manga
L'adaptation en manga du jeu vidéo est écrite et dessinée par Yuki Kure. Elle est prépubliée entre mars 2004 et mai 2011 dans le magazine LaLa, et compilé en un total de 17 tomes par l'éditeur Hakusensha,. La version française a été partiellement publiée par 12 bis.
Un deuxième manga, Linden Hall no Aria -Kin-iro no Corda Series-, est prépublié entre septembre 2011 et août 2013 dans le même magazine. Celui-ci est centré sur Kanade, l’héroïne de Kin-iro no Corda 3,.
Le jeu Kin-iro no Corda 3 est adapté en manga entre novembre 2013 et juin 2014,.

### Anime
L'adaptation en anime du premier jeu vidéo, Kin'iro no Corda ~primo passo~, est réalisée au sein du studio Yumeta Company par Reiko Yoshida. Elle est diffusée du 1er octobre 2006 au 25 mars 2007 au Japon et comporte 26 épisodes.
En 2009, deux épisodes spéciaux, Kin'iro no Corda ~secondo passo~, sont réalisés par Kōjin Ochi afin de promouvoir le deuxième jeu vidéo,.
Une troisième saison est annoncée en septembre 2013. Intitulée  La Corda d'Oro Blue Sky, elle est réalisée au sein du studio TYO Animations par Kōjin Ochi sur un scénario de Keiichirō Ōchi. Elle est diffusée du 5 avril au 21 juin 2014 et comporte 12 épisodes.
- Saison 1
  - Thème d'ouverture : Brand New Breeze de Kanon
  - Thème de la fin : Crescendo de Stella Quintet (consiste en la voix des 5 hommes protagonistes de l'histoire)

Musique jouée dans la première sélection
- Thème : Opening Up
- Kahoko : Tristesse (Étude Opus 10 No.3) de Frédéric Chopin
- Kazuki : Unter dem Doppeladler (Under the Double Eagle) de Josef Franz Wagner
- Keiichi : Cello Concerto No. 9 en B Flat Major (G.482) de Luigi Boccherini
- Azuma : Morning Mood de Edvard Hagerup Grieg
- Shouko : Romance en G Major de Johann Baptist Joseph Maximilian Reger
- Len : Polonaise Brillante No. 1 en D Major (pour violon et orchestre - Opus 4) de Henryk Wieniawski

Musique jouée dans la seconde sélection
- Thème : Something to Believe In
- Kahoko : Canon en D Major de Johann Pachelbel (Anime) Liebesfreud (Joy of Love) de Fritz Kreisler (Manga)
- Ryotaro : Fantasie-Impromptu de Frédéric Chopin
- Kazuki : Auf Flügen des Gesanges (On Wings of Song) de Felix Mendelssohn
- Keiichi : Le Cygne de Camille Saint-Saëns
- Azuma : Thais Meditation de Jules Massenet
- Shouko : Romance de Charles Camille Saint-Saëns
- Len : Chaconne en G Minor de Tomaso Antonio Vitali

Musique jouée dans la troisième sélection
- Thème : Irreplaceable Parts
- Kahoko : Mélodie de Pyotr Ilyich Tchaikovsky (anime) Après un rêve de Gabriel Fauré (Manga)
- Ryotaro : The Revolutionary Étude de Frédéric Chopin
- Kazuki : Serenade de Franz Schubert
- Keiichi : Sicilienne de Gabriel Fauré
- Azuma : Partita en A Major de Johann Sebastian Bach
- Shouko : Three Romances No. 2 de Robert Schumann
- Len : Tzigane de Maurice Ravel

Musique jouée dans la sélection finale
- Thème : Être libre (Manga); Setting Free
- Keiichi : Prelude from Suites for Solo Cello No. 1 de Johann Sebastian Bach
- Azuma : Vocalise de Sergueï Vassilievitch Rachmaninov
- Shouko : Clarinet Polka de A. Humpfat (:en:Clarinet Polka)
- Len : Caprice No. 24 de Niccolò Paganini
- Kazuki : Jupiter de Gustav Holst
- Ryotaro : La Campanella de Franz Liszt
- Kahoko : Ave Maria de Franz Schubert

Musique jouée dans l'épisode spécial - épisode 26
- Kahoko : Opus 12 Salut d'Amour de Edward Elgar (accompagné de Shouko)
- Ryotaro : S.541 Liebestraüme (Dreams of Love) No. 3 en A Flat Major de Franz Liszt
- Kazuki et Kahoko : Gavotte en D Major de François-Joseph Gossec
- Keiichi : Prelude from Suites for Solo Cello No. 1 de Johann Sebastian Bach
- Azuma : Notturno d'Amour (Serenade) de Riccardo Eugenio Drigo
- Len : Opus 50, Romance No. 2 en F Major de Beethoven